# Teddy Johnson
Teddy Johnson (echte naam: Edward Victor Johnson) (Londen, 4 september 1919 – 6 juni 2018) was een Brits zanger. Hij trad meestal op met zijn vrouw, Pearl Carr, met wie hij in 1955 huwde.
Johnson had zijn eigen tienerband en was drummer. Johnson was ook dj bij Radio Luxemburg en bij de BBC. Op tv had hij een kinderprogramma genaamd "Crackerjack".
In 1959 vertegenwoordigde hij samen met zijn vrouw het Verenigd Koninkrijk op het Eurovisiesongfestival. Na de mislukte poging van Patricia Bredin twee jaar eerder was het land een jaar thuis gebleven, het duo moest eerherstel brengen. Daar slaagden ze deels in: met hun liedje Sing little birdie eindigden ze op de tweede plaats, achter de Nederlandse winnares Teddy Scholten. Door het goede resultaat deden ze een jaar later opnieuw mee aan de Britse preselectie, maar Teddy's broer Bryan Johnson ging er met de winst vandoor. Ook hij werd tweede op het songfestival.
In de laatste jaren van zijn leven woonde Johnson met Carr in Brinsworth House (Twickenham, Londen), een verzorgingstehuis voor kleinkunstenaars. Hij overleed in 2018 op 98-jarige leeftijd.
1957: Patricia Bredin · 
1959: Pearl Carr & Teddy Johnson · 
1960: Bryan Johnson · 
1961: The Allisons · 
1962: Ronnie Carroll · 
1963: Ronnie Carroll · 
1964: Matt Monro · 
1965: Kathy Kirby · 
1966: Kenneth McKellar · 
1967: Sandie Shaw · 
1968: Cliff Richard · 
1969: Lulu · 
1970: Mary Hopkin · 
1971: Clodagh Rodgers · 
1972: The New Seekers · 
1973: Cliff Richard · 
1974: Olivia Newton-John · 
1975: The Shadows · 
1976: Brotherhood of Man · 
1977: Lynsey de Paul & Mike Moran · 
1978: Co-Co · 
1979: Black Lace · 
1980: Prima Donna · 
1981: Bucks Fizz · 
1982: Bardo · 
1983: Sweet Dreams · 
1984: Belle & The Devotions · 
1985: Vikki Watson · 
1986: Ryder · 
1987: Rikki · 
1988: Scott Fitzgerald · 
1989: Live Report · 
1990: Emma · 
1991: Samantha Janus · 
1992: Michael Ball · 
1993: Sonia · 
1994: Frances Ruffelle · 
1995: Love City Groove · 
1996: Gina G · 
1997: Katrina & the Waves · 
1998: Imaani · 
1999: Precious · 
2000: Nicki French · 
2001: Lindsay Dracass · 
2002: Jessica Garlick · 
2003: Jemini · 
2004: James Fox · 
2005: Javine Hylton · 
2006: Daz Sampson · 
2007: Scooch · 
2008: Andy Abraham · 
2009: Jade Ewen · 
2010: Josh Dubovie · 
2011: Blue · 
2012: Engelbert Humperdinck · 
2013: Bonnie Tyler · 
2014: Molly · 
2015: Electro Velvet · 
2016: Joe & Jake · 
2017: Lucie Jones · 
2018: SuRie · 
2019: Michael Rice · 
2021: James Newman ·
2022: Sam Ryder ·
2023: Mae Muller ·
2024: Olly Alexander ·
2025: Remember Monday
- Library of Congress Control Number: no2012104708
- Virtual International Authority File: 259528594
- WorldCat: E39PBJwXcRtC93PcVrWDBqwHmd